# Protoneura cara
Protoneura cara – gatunek ważki z rodziny łątkowatych (Coenagrionidae). Występuje na terenie Ameryki Północnej – od Teksasu (południowe USA) po Nikaraguę.